# 堂井駅
堂井駅（タンジョンえき）は、大韓民国京畿道軍浦市堂井洞にある、韓国鉄道公社（KORAIL）の駅。「韓世大」という副駅名を持つ。
乗り入れている路線は、線路名称上は京釜線であるが、当駅には電車線を走る京釜電鉄線（首都圏電鉄1号線）電車のみが停車する。駅番号は(P151)。

## 歴史
軍浦駅-義王駅間の長い駅間距離に不満を持った近隣住民の数年間にわたる請願によって建設が決定された。工事には総額300億ウォンを軍浦市が全額負担した。
- 2010年1月21日 - 開業。
- 2014年10月31日 - 配置簡易駅に降格

## 駅構造
相対式ホーム2面2線と、その中間に通過線2線の計2面4線を有する地上駅である。通過線2線は京釜電鉄線A急行・B急行や京釜線の列車が通過する。近隣は住宅街ということから、騒音を防ぐためにホームに壁が設置されている。
出口は1番から3番までの3ヶ所ある。

### のりば
のりばの番号は存在しない。
| 上り | 京釜電鉄線 | 九老・ソウル駅・清凉里・光云大方面 |
| 下り | 京釜電鉄線 | 水原・西東灘・天安・新昌方面       |

## 利用状況
近年の一日平均利用人員推移は下記のとおり。
なお、2010年は開業日の1月21日から12月31日までの345日間の平均である。
| 路線       | 路線     | 2010年 | 2011年 | 2012年 | 2013年 | 2014年 | 2015年 | 2016年 | 2017年 | 2018年 | 2019年 | 出典  |
| ---------- | -------- | ------ | ------ | ------ | ------ | ------ | ------ | ------ | ------ | ------ | ------ | ----- |
| 京釜電鉄線 | 乗車人員 | 5,222  | 6,193  | 6,649  | 7,069  | 7,431  | 7,591  | 7,546  | 7,463  | 7,221  | 7,253  | [ 1 ] |
| 京釜電鉄線 | 降車人員 | 5,172  | 6,115  | 6,557  | 6,967  | 7,276  | 7,381  | 7,302  | 7,181  | 6,944  | 6,968  | [ 1 ] |
| 路線       | 路線     | 2020年 | 2021年 | 2022年 | 2023年 |        |        |        |        |        |        |       |
| 京釜電鉄線 | 乗車人員 | 4,960  | 5,012  | 5,761  | 5,934  |        |        |        |        |        |        |       |
| 京釜電鉄線 | 降車人員 | 4,742  | 4,823  | 5,466  | 5,655  |        |        |        |        |        |        |       |

## 駅周辺
- 軍浦市老人福祉館
- 軍浦文化センター
- 軍浦玉川初等学校
- 軍浦初等学校
- 堂洞双龍アパート
- 堂洞住公アパート
- 堂井洞テウォンカンタビルアパート
- 堂井洞大宇アパート
- 堂井洞ソンウォンサンテビルアパート
- 堂井洞ハンソルアパート
- 堂井洞LGアパート
- 堂井洞SKベンチウム
- 韓世大学校（朝鮮語版）

## 隣の駅
韓国鉄道公社
京釜電鉄線
急行
通過
緩行
軍浦駅 (P150) - 堂井駅 (P151) - 義王駅 (P152)

## その他
- 隣駅の義王駅の駅名標において、当駅の漢字表記は「當井駅」となっている。